# 呂洪
呂洪（1417年—？），字大正，浙江温州府平陽縣人，民籍，明朝政治人物。進士出身。

## 生平
浙江鄉試第三名。景泰五年（1454年）甲戌科會試第二百七十四名，殿試登進士第三甲第一百六十八名。

## 家族
曾祖呂復中。祖父呂敏德。父亲呂再謙。